# 拉馬克島
拉馬克島是南極洲的島嶼，位於阿黛利地，長0.25公里，屬於地質學群島的一部分，處於佩特雷爾島以東0.3公里和羅斯唐島東北面0.3公里，在1951年由法國探險隊命名和繪入地圖。
66°40′S 140°2′E / 66.667°S 140.033°E